# Scleria goossensii
Scleria goossensii là loài thực vật có hoa trong họ Cói. Loài này được De Wild. miêu tả khoa học đầu tiên năm 1926.